# Prospect Park (condado de Cameron)
Prospect Park es un lugar designado por el censo ubicado en el condado de Cameron en el estado estadounidense de Pensilvania. En el Censo de 2010 tenía una población de 327 habitantes y una densidad poblacional de 205,29 personas por km².

## Geografía
Prospect Park se encuentra ubicado en las coordenadas 41°31′7″N 78°12′36″O / 41.51861, -78.21000. Según la Oficina del Censo de los Estados Unidos, Prospect Park tiene una superficie total de 1.59 km², de la cual 1.58 km² corresponden a tierra firme y (0.98%) 0.02 km² es agua.

## Demografía
Según el censo de 2010, había 327 personas residiendo en Prospect Park. La densidad de población era de 205,29 hab./km². De los 327 habitantes, Prospect Park estaba compuesto por el 99.69% blancos, el 0% eran afroamericanos, el 0.31% eran amerindios, el 0% eran asiáticos, el 0% eran isleños del Pacífico, el 0% eran de otras razas y el 0% pertenecían a dos o más razas. Del total de la población el 0% eran hispanos o latinos de cualquier raza.